# FC Progresul București
Fotbal Club Progresul București, cunoscut sub numele de Progresul București, sau pe scurt Progresul, a fost un club de fotbal profesionist din București, România. Clubul, asociat istoric cu Banca Națională a României (de unde și porecla bancarii), a obținut de-a lungul timpului rezultate meritorii: a ajuns pe locul 2 în Campionatul Național în 1995-1996, 1996-1997 și 2001-2002, și a câștigat Cupa României în sezonul 1959-1960. Totuși, echipa nu este la fel de populară ca cele trei mari echipe din București: Steaua, Dinamo și Rapid, însă lipsa sprijinului din partea regimului comunist a asigurat simpatia multor susținători, o mare parte dintre aceștia erau actori, artiști și oameni din mica burghezie, elita Bucureștiului. Echipa Progresul Bucuresti s-a retras din campionatul 2008-2009, în retur (la acea dată evolua în liga a II-a), nefiind programată din cauza datoriilor.

### Cronologia numelui

FC Național

După cel de-al doilea război mondial vechea organizație s-a transformat în club sportiv, purtând mai multe denumiri. Același lucru s-a întâmplat și la echipa de fotbal, care din prima jumătate a secolului al XX-lea și până spre sfârșitul mileniului și-a schimbat numele de mai multe ori:
- 1944-1948, BNR București;
- 1949-1952 Spartac Banca RPR;
- 1953 Spartac Finanțe Bănci;
- 1954-1957 Progresul Finanțe Bănci;
- 1958-1977 Progresul București;
- 1978-1988 Progresul Vulcan București;
- 1988-1989 Progresul Energia București;
- 1989-1991 Progresul Șoimii IMUC;
- 1991-1994 Progresul București;
- 1994 F.C. Național București;
- 2007 Progresul București.

## Istorie

### Începuturile
Cunoscută sub numele de „Parcul cu Platani”, actuala bază sportivă din Cotroceni a fost donată prin decret domnesc în decembrie 1865 de însuși Domnitorul Alexandru Ioan Cuza, primei grupări cu caracter sportiv din România, „Societatea de Dare de Semn”. Din anul 1867, această asociație și-a extins activitatea modificându-și denumirea în „Societatea Centrală Română de Arme, Gimnastică și Dare de Semn”. Cu trecerea anilor, vechiul parc și-a schimbat înfățișarea. Astfel, în anul 1939 a fost amenajat Ștrandul Izvor, mai apoi în 1949 stadionul de fotbal, tabloul fiind completat de arena de tenis (6000 de locuri) - 1975. Treptat au mai apărut și alte construcții, dintre care cea mai importantă pentru desfășurarea activităților sportive a fost „Sala de Jocuri”.
Progresul a luat ființă la 10 mai 1944, la Govora și Rășinari. Bombardamentele efectuate de aviația americană asupra Bucureștilor la 4 aprilie 1944 au determinat conducerea Băncii Naționale a României să schimbe domiciliul Serviciului de Fabricare a Biletelor Bancare. Atunci, la inițiativa domnilor Traian Pătrașcu și Nicolae Pop, un grup de tipografi au pus bazele echipei BNR București, predecesoare legitimă a actualei Progresul. Oficial însă BNR București a fost înscrisă în registrele FRF doi ani mai târziu, în 1946.

### Primul deceniu în prima divizie (1956-1965)

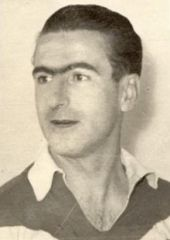
Titus Ozon, o legendă a Progresului București și a fotbalului românesc, ocupând locul 10 în topul celor mai mari marcatori ai Ligii I, cu 157 de goluri.

1955 a fost primul an al echipei bancare pe prima scenă a fotbalului românesc, și a coincis cu realizarea unei figuri frumoase. Abordând campionatul cu o suită de jucători pe atunci necunoscuți, în care figura doar un singur fotbalist consacrat, Titus Ozon, echipa a ocupat la sfârșitul campionatului un excelent loc 3. Progresul se afla la finele stagiunii pe podium, înaintea altor formații cu tradiție în prima divizie. Numele lui Titus Ozon este legat de toate succesele formației bleu-albastre din campionatele 1955, 1956 și 1957-1958, el fiind acela care a adus echipei mulți suporteri. Lotul Progresului la prima apariție în primul eșalon i-a inclus pe : Popovici, Gică Andrei, Bratu, Paraschiv, Soare, Colosi, Ciocea, Banciu, Cosma, Știrbei, Cacoveanu, Fusulan, Dragomir, Dobrescu, Crutiu, M. Smărăndescu, Tănase, Mihăilescu, E. Iordache. Antrenorul acelei echipe a fost Ioan Lupaș.

#### Perioada 1956-1960
În campionatul anului 1956 echipa nu s-a bucurat de succesul din precedenta ediție. Plecarea sau retragerea unor jucători precum: Gică Andrei, Bratu, Dragomir, Cacoveanu, Tănase, Fusulan și alții, a dus la o lipsă de omogenitate în echipă, care n-a ocupat decât locul 9 la finele campionatului. Spre sfârșitul anului începe să se formeze o nouă echipă, formația anilor 1957-1958, una dintre cele mai mari din istoria clubului. Au venit Dinulescu, Caricaș, Oaidă și Penita Moldoveanu, care alături de Mândru, Cojocaru, Soare, Nedelcu, Mișu Smărăndescu, Mateianu și Târcovnicu au construit una dintre cele mai temute echipe din campionat. A fost o echipă angrenată în lupta pentru Cupă și campionat.

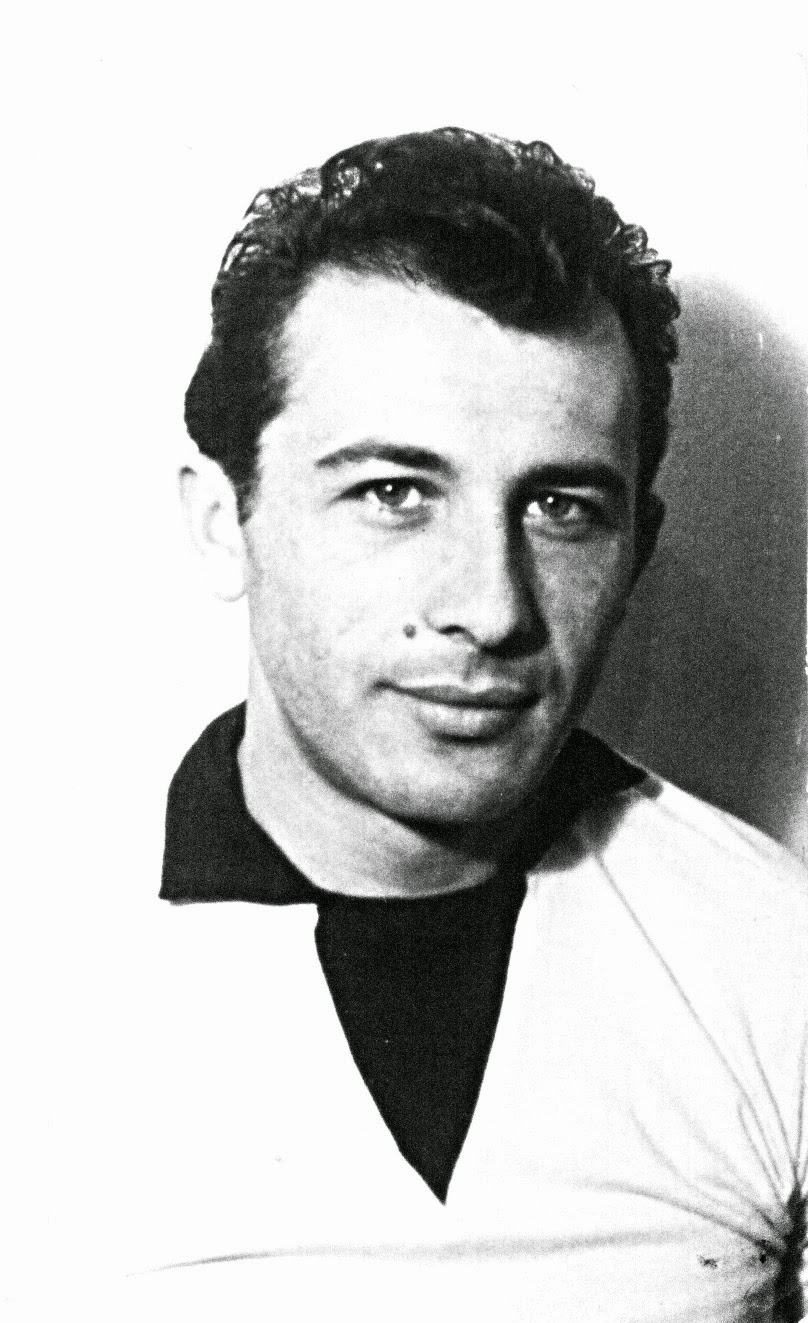
Nicolae Oaidă, o legendă a Progresului București cu 236 de meciuri jucate pentru „bancheri” în Divizia A și Divizia B.

Titlul de campioană s-a jucat în ultimele etape ale returului, la Ploiești. Dacă Progresul ar fi terminat la egalitate cu Petrolul, ar fi ajuns campioană. Pierzând însă, după un meci dramatic, Progresul a terminat campionatul 1957-1958 pe locul 4, la un punct în urma primelor trei clasate: Petrolul, CCA și Știința Timișoara. Al doilea obiectiv propus s-a încheiat cu o altă decepție. După succesele consecutive cu: Metalul București (5-4), Farul Constanța (5-1), Rapid (2-0), și CS Oradea (4-0), echipa bancară a ajuns în finala Cupei împotriva Științei Timișoara, pe care o învinsese în campionat cu câteva zile înainte cu scorul neverosimil de 7-0. Cum în fotbal însă, nici un meci nu seamănă cu altul, echipa Progresului: Mândru - Dobrescu, Caricas, Ciubotaru - Ciocea, Știrbei - Oaidă, Smărăndescu, Ozon, Dinulescu, Penita Moldoveanu, s-a văzut condusă cu 1-0 în minutul 37, printr-un gol marcat de Cadariu. Dominarea cvasi-permanentă a echipei bleu-albastre n-a adus și modificarea așteptată a tabelei de marcaj. Așa s-a încheiat un alt episod important în istoria clubului. 
Cele două șocuri consecutive din vara anului 1958 au lăsat urme în agrenajul echipei. Câțiva dintre jucătorii reprezentativi au părăsit echipa: mai întâi Ozon, apoi Moldoveanu, Dinulescu și Cojocaru. Pe de altă parte, au venit unii jucători noi: Maior, Nedelcu, Nicu Smărăndescu, Ioniță, Baboie, Mafteuță, Marin, Birn, Vasilescu. În 1958-1959 echipa a terminat pe locul 6 și a ajuns până în semifinalele Cupei României. Acolo a ratat șansa de a juca finala, pierzând meciul de la Baia Mare cu 2-1. A doua semifinală s-a desfășurat între Dinamo și Rapid (5-3), partidă în care Ozon s-a aflat la primul joc pentru echipa din Giulești, după o întrerupere de aproape un an a activității competiționale.
În sezonul 1959-1960 echipa s-a clasat pe locul 9, având o formație cu multe nume noi. Cu o formație care se baza pe axul internaționalilor Mândru, Caricas, Soare și Oaidă, la care se adăuga travaliul lui Mișu Smărăndescu și dorința de afirmare a tinerilor jucători, Progresul București a cucerit Cupa României, reușind o performanță deosebită: 15 goluri marcate și unul primit, eliminând pe CS Craiova (4-0), Steagul Rosu Brașov (4-0), CCA (3-1), Dinamo Bacău (2-0), și în finală pe Dinamo Obor (2-0), echipă care eliminase din competiție, printre alții, pe Rapid București. Finala jucată pe Stadionul Republicii, în fața unui stadion plin (30.000 de spectatori), între Progresul și Dinamo Obor, a fost dominată de echipa din Parcul cu Platani. Golurile întâlnirii au fost marcate în prima jumătate de oră de Oaidă și Soare. Iată formația care a adus prima cupă în Dr. Staicovici: Mândru - Nicu Smărăndescu, Caricaș, Soare - Ioniță, Maior - Oaidă, Mafteuță, Marin, Mișu Smărăndescu, Protopopescu.

#### Perioada 1960-1963

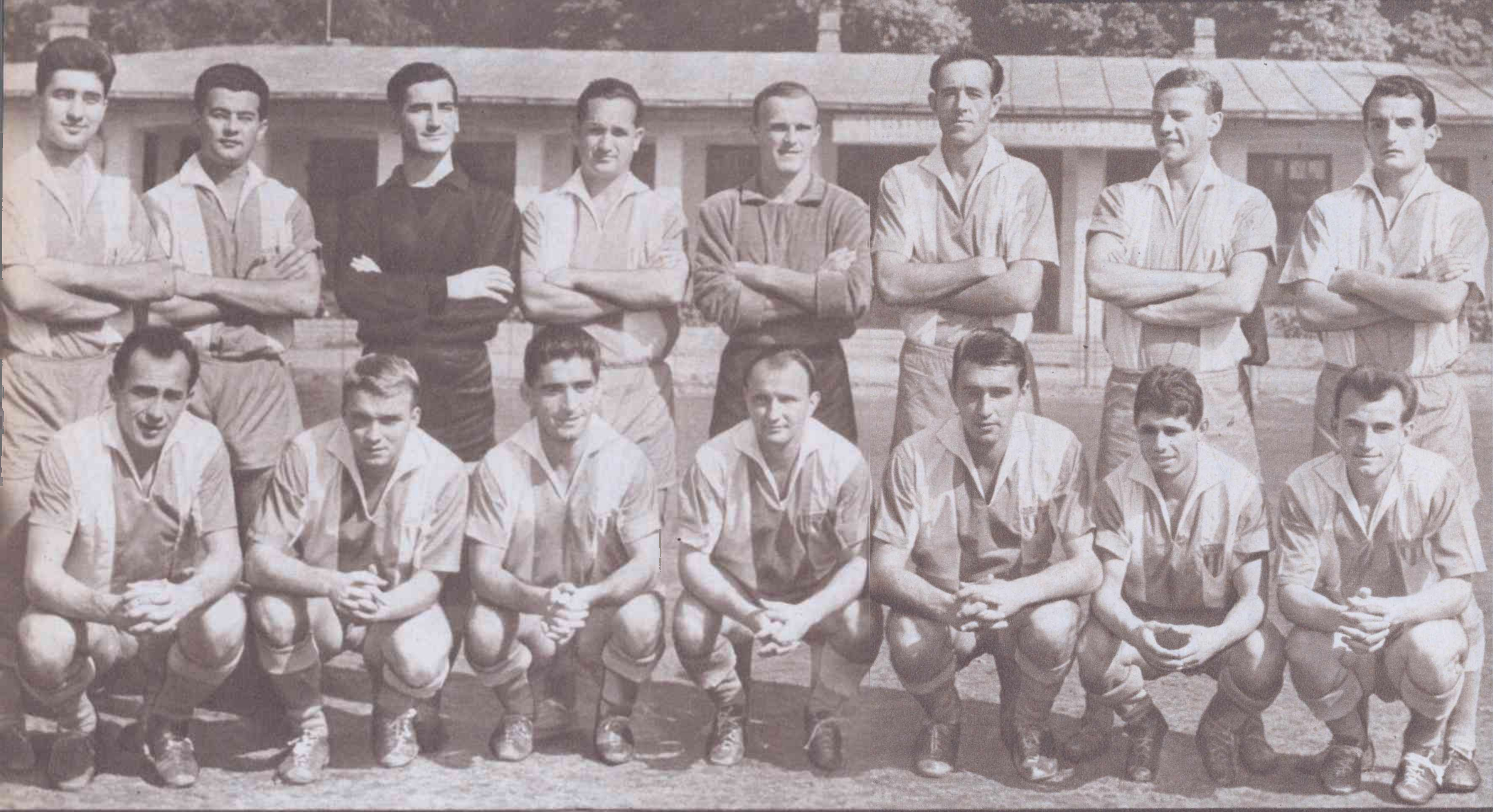
Echipa din 1963

În ediția de campionat 1960-1961, echipa bancară a ocupat locul 9, ca și în precedenta ediție. În Cupă a ajuns până în sferturile de finală, unde a fost eliminată de Steaua. Alte nume noi apar în formație, dintre care cel mai reprezentativ jucător a fost Pașcanu. Ediția 1961-1962 înseamnă repetarea performanței din 1955: locul 3, după Dinamo și Petrolul, iar în Cupa României atingerea semifinalelor unde Progresul este eliminat de Rapid. Anul următor se clasează din nou pe locul 9, iar în Cupă se opresc tot în sferturi. Apar alte nume noi: Voinea, Colceriu, Stoicescu, Ioachim Popescu, Dumitru Popescu, Iancu. Ediția „bucureșteană” a campionatului 1963-1964 clasează echipa pe locul 4, în urma formațiilor Dinamo, Rapid și Steaua. În această perioadă a revenit la echipă Viorel Mateianu, care după câțiva ani în care a jucat la Știința Cluj și Steaua, ajungând să fie convocat la echipa națională, a revenit la echipa sa de suflet.

### Două decenii de fluctuații între prima și a doua divizie

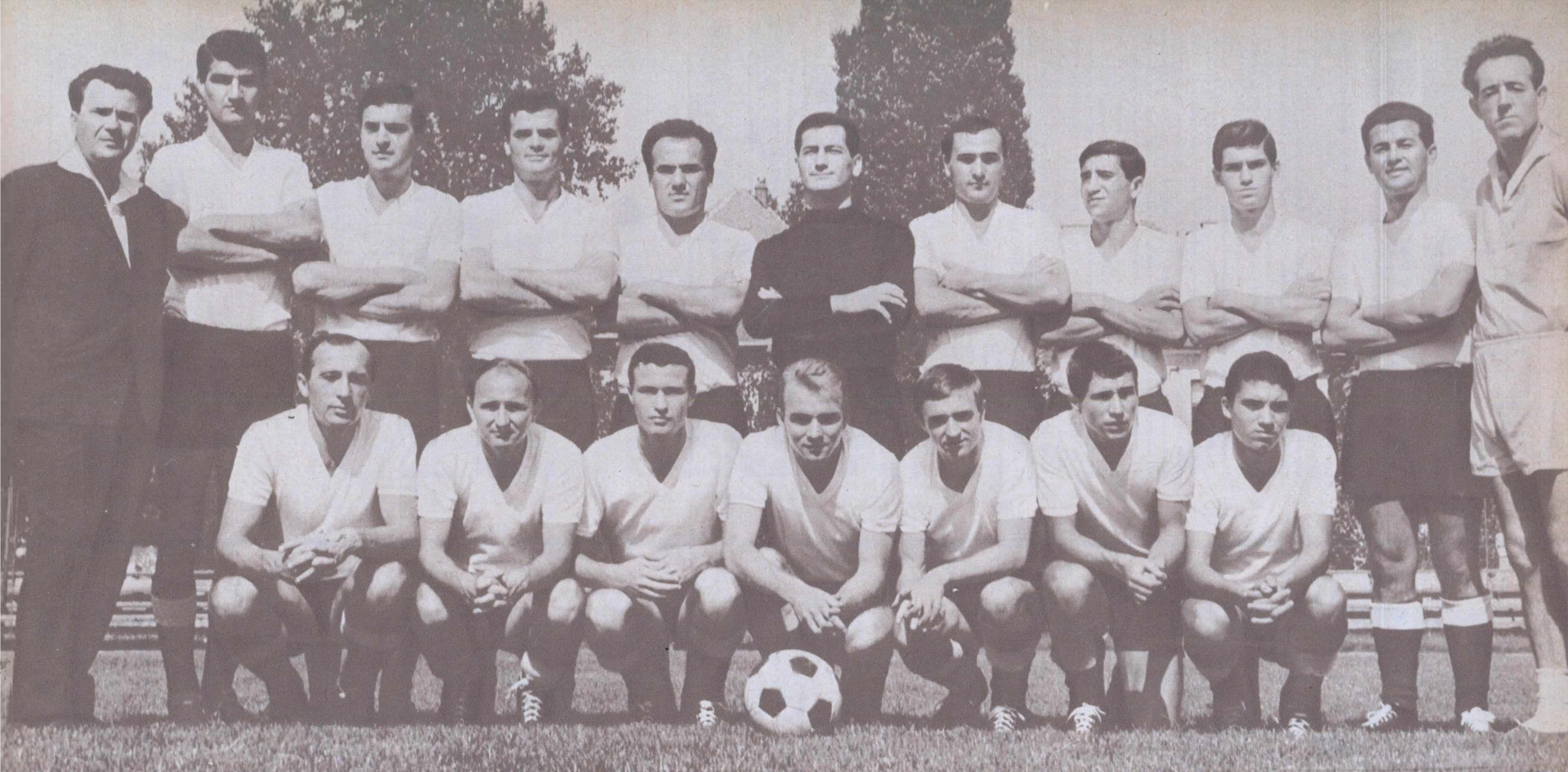
Echipa din 1966

Sezonul 1963-1964 a fost unul nefast pentru Progresul, în care echipa a retrogradat în ciuda faptului că avea în lot trei jucători titulari în prima reprezentativă a țării: Viorel Mateianu, Iancu și Dumitru Popescu. Alți doi jucători, Petre Mândru și Nicolae Oaidă erau selecționați în alte loturi naționale. Echipa a fost eliminată și în semifinalele Cupei României, de Știința Cluj, deși meciul se încheiase la egalitate, 2-2. Departajarea s-a făcut pe baza diferenței de vârstă, echipa bancară fiind cu aproximativ o lună mai bătrână decât formația adversă.
Cu un lot valoros, echipa era așteptată să revină în prima divizie. După o luptă strânsă cu Știința București, echipa a revenit în primul eșalon. Promovarea s-a decis în ultima etapă. Evoluau pe atunci la echipă: Viorel Mateianu, Petre Mândru, Nicolae Oaidă, Baboie, Unguroiu, Colceriu, Adrian Constantinescu, Victor Mafteuță.
Campionatul anilor 1966-1967 a însemnat o comportare contradictorie a echipei. După ce a început bine, conducând plutonul până în etapa cu numărul 8, echipa a ajuns la sfârșitul sezonului doar pe locul 10. Povestea s-a repetat și în finala Cupei României. După ce a eliminat în optimi pe Dinamo București, a urmat un meci nul la Timișoara, cu CFR, și campania s-a încheiat.
Sezonul următor a fost mai slab. În campionat Progresul a terminat pe locul 13, loc ce i-a asigurat participarea la barajul pentru rămânerea în primul eșalon. Alături de Progresul, evită atunci retrogradarea Crișul Oradea, în vreme ce Steagul Roșu Brașov și Politehnica Galați luau drumul Diviziei B. În același an, în Cupa României, Progresul o elimină pe Steaua în sferturi, dar pierde cu 3-4, în prelungiri, semifinala cu Dinamo, datorită unui 11m acordat pentru o posibilă obstrucție a lui Neacșu în suprafața de pedeapsă. În această perioadă, lotul de bază a fost: Petre Mândru, Matache, Aurel Măndoiu, Vasile Peteanu, Colceriu, Victor Mafteuță, Adrian Constantinescu, Nicolae Neacșu, Alexandru Constantinescu, Nicolae Oaidă, Matei, Viorel Mateianu, Pavel Țarălungă, Gheorghe Șoangher, Viorel Popescu, Alexandru Georgescu. Au mai jucat pentru bleu-albaștri: Alexandru Ciucu, Staicu, Ion Constantinescu, Ninel Popescu, iar din 1967 Stoicescu, Alecu, Grama, Mirăuță, Radu Ionescu, Manta, Banu și Mihai.
Anul 1969 se poate numi anul „marilor retrageri” deaorece doi dintre jucătorii reprezentativi spun adio fotbalului de performanță. Mai întâi o face Mândru, iar la finele anului Oaida - jucători care au activat peste zece ani în cadrul echipei, și care sunt încă iubiți de suporterii acesteia, fiind considerați un exemplu de seriozitate și atașament.
În sezonul 1968-1969, echipa nu se mai poate salva, și se consemnează a doua retrogradare din istoria clubului. O parte din jucătorii trecutelor ediții nu mai apar în rândurile formației: Colceriu, Stoicescu, Peteanu, dar în lotul echipei își face apariția unul dintre cei mai talentați jucători din istoria clubului, Aurică Beldeanu. În rest, au rămas aceiași jucători din ediția precedentă, cărora li s-au adăugat sporadic Marinescu, Goia, Mocanu și Decu. Pierzând 6 puncte pe teren propriu și realizând doar două puncte în deplasare, echipa bancară coboară în eșalonul secund. A fost vorba și de un concurs de împrejurări: în ultima etapă Progresul a pierdut la Constanța, printr-un gol primit în minutul 84, iar FC Argeș a câștigat la Târgu Mureș, victorie care i-a adus salvarea, și care a trimis echipa bucureșteană în Divizia B.
În anul următor Progresul a câștigat seria cu 8 puncte avans față de cea de-a doua clasată, pierzând un singur punct pe teren propriu și realizând 12 puncte în deplasare. După primele etape se retrage un alt mare jucător, Viorel Mateianu, care își încheie astfel activitatea la echipa unde a cunoscut consacrarea. Apar alți jucători de valoare, precum Raksi și Pavlovici, și își face debutul în prima echipă Dudu Georgescu, cel care avea să devină peste câțiva ani „Gheata de Aur” a Europei.

#### Sezonul 1970-1971
Ediția 1970-1971 nu a fost una lipsită de emoții. Echipa a scos doar 10 puncte în cele 15 partide susținute în turul campionatului. Deși din lot au făcut parte tineri talentați precum : Dudu Georgescu, Tănăsescu, Mircea Sandu, Sandu Ion, Filipescu, alături de experimentații Manta, Adrian Constantinescu, Mandoiu, Grama, Dumbravă, Marinescu, Beldeanu, Radu Ionescu, Raksi, Viorel Popescu, sau Matei Dinu Iordan, nu s-a obținut coeziunea.
Totuși, echipa începe să funcționeze în retur, când își fac apariția alte speranțe: Năstase, Kassay și Dumitriu IV. Progresul începe bătălia pentru menținerea în prima divizie. În partea a doua a campionatului a obținut 15 puncte, toate realizate în urma practicării unui fotbal modern și entuziast. Evoluția echipei în returul ediției 1970-1971 a fost calificată de specialiști, de ziariști și de publicul spectator ca „excelentă” . Este posibil ca o formație cu o linie de mijloc Dumitriu IV (Kassay) - Beldeanu, cu o înaintare Sandu Ion - Dudu Georgescu - Mircea Sandu - Viorel Năstase, și avându-i în linia de apărare printre alții pe Tănăsescu și Filipescu - toți jucători tineri - să fi format una dintre marile echipe ale fotbalului românesc.
În ciuda prestației deosebite din retur, formația bancară a retrogradat, cumulând la sfârșitul întrecerii cu un punct mai puțin decât CFR Cluj, care cu o jumătate de oră înaintea încheierii campionatului era condusă de UTA Arad, fiind practic retrogradat. Ultima partidă a Progresului din acea ediție de campionat a fost cea cu "U" Cluj. În momentul în care s-a anunțat că UTA conduce pe CFR Cluj, întregul stadion a izbucnit în urale, și unii jucători plângeau de bucurie . Dezamăgirea retrogradării pentru suporterii bancarilor s-a combinat cu dezamăgirea pentru dezmembrarea echipei.

#### Sezonul 1972-1973
Formația s-a descompletat. Mircea Sandu și Năstase s-au transferat, iar în lot au apărut disensiuni, în timp ce pregătirea era insuficientă. Cu toate acestea, echipa a ocupat la sfârșitul sezonului locul secund în serie, după Sportul Studențesc. La puțin timp după încheierea campionatului au plecat de la echipă: Manta, Kassay, Tănăsescu, Raksi, Beldeanu, iar în ediția următoare: Dudu Georgescu, Filipescu, Dumitriu IV și alții. În edițiile 1972-1973 echipa a fost cotată ca o formație de mijloc a Diviziei B .

#### Sezonul 1974-1975
Din toamna anului 1974 începe să se afirme o nouă generație la Progresul. Se cristalizează stilul de joc, cu participarea preponderentă a jucătorilor la faze, rezultatul unei noi concepții tactice. Nume ca Giron, Ploscaru, Badea, D. Stefan, Dragu, Dragnea, Tevi, Apostol, Nignea, Neagu, revenirea lui Grama, intrarea în echipă a „fachirului” Niki Dumitriu, aportul deosebit al lui Sandu Ion dau noi speranțe suporterilor bancari. Dar în acea ediție Progresul i-a avut ca rivali pe experimentații jucători de la Rapid. Echipa bancară a terminat din nou pe locul secund, stabilind ca obiectiv pentru sezonul următor promovarea.
Înaintea noii ediții de campionat, Progresul a câștigat „Cupa Municipiului București”, învingând pe Sportul Studențesc și Rapid de o manieră care a entuziasmat spectatorii. De mult nu mai veniseră atâți supertori la stadion, pentru a aplauda în picioare echipa.

#### Sezonul 1975-1976
Odată cu începerea sezonului 1975-1976, o nouă tânără speranță, Paul Turbatu, a fost promovat în prima echipă. Începutul acestei ediții a fost unul furtunos, echipa conducând majoritatea etapelor și terminând turul pe locul al doilea, la un punct de Chindia Târgoviște. Chiar dacă în partea a doua a campionatului Progresul n-a mai avut un parcurs atât de bun, a câștigat totuși seria cu 50 de puncte, înaintea lui Dinamo Slatina (6 puncte) și Steagul Roșu Brașov.

#### Sezonul 1976-1977
Sezonul 1976-1977 a început bine pentru echipa din Parcul cu Platani. În aceeași Cupă a Bucureștiului, tot în finală, a câștigat din nou cu Rapid (2-0). Echipa pornește slab în campionat și antrenorul Viorel Mateianu este îndepărtat de la echipă. Înlocuitorul său a fost Oaida, vechiul său coechipier, care însă n-a putut redresa echipa. Nu a ajutat nici faptul că în acel an, ca junior impus de regulament, a debutat la Progresul viitorul internațional Gino Iorgulescu, care a fost într-o perioadă și președinte de club. Lotul de jucători folosit: Giron, Tichigiu, Badea, Dumitru Ștefan, Grama, Florentin Mihai, Moraru, Ploscaru, Sătmăreanu I, Gheorghe Ștefan, Dragu, Iatan, Iorgulescu, Apostol, Libra, Rusu, Ion Sandu, Tevi, Turbatu.
În ciuda greutăților financiare și a faptului că Banca Națională nu a mai avut efectiv capacitatea de a-și susține echipa, aceasta a avut totuși un parcurs meritoriu. A terminat la șase puncte de lider (Chimia Râmnicu Vâlcea), pe care l-a și învins cu 3-1. A câștigat de asemenea trei puncte din patru cu Rapid. Satisfacția a venit din partea tinerilor talentați antrenați de Cristoloveanu. Aceștia au cucerit al doilea titlu de campioni naționali de juniori (1-0 în finala cu FC Baia Mare), după cel obținut de Cornel Drăgușin în 1954. În ediția următoare de campionat, (1978-1979), Progresul s-a clasat pe locul 7, într-o serie în care Viitorul Scornicești izbutea să-și câștige în mod controversat locul de promovare în primul eșalon.

#### Sezonul 1979-1980
După opt etape Progresul acumulase 12 puncte și se afla între primele trei echipe, cu șanse reale de a participa în lupta pentru promovare. Dar se pare că din motive de propagandă unii jucători de la rivalele Rapidului au fost transferați cu forța la clubul din Giulești . S-a încercat și legitimarea abuzivă a doi bancari: Dragu și Florian Dumitru . Ca răspuns la aceste acțiuni în forță, suporterii Progresului au trimis o scrisoare de protest ziarului „Scânteia Tineretului”. Acest protest a devenit public cu sprijinul unui ziarist, Vasile Cabulea. Rezultatul lui a fost reîntoarcerea celor doi jucători în Parcul cu Platani. Nu același lucru s-a întâmplat cu alți jucători aduși la Rapid atunci.
Către sfârșitul turului, giuleștenii îi înving pe bancari cu 5-1, după un meci care a stârnit pasiuni. La un penalty acordat de Ioan Igna, regretatul portar Bulancea a protestat împotriva deciziei și a manierei de arbitraj în general, întorcându-se pur și simplu cu spatele până când lovitura de la 11m a fost executată( transmisie în direct tvr).
Progresul s-a revanșat în retur, marcând trei goluri giuleștenilor. Ultimul, cel al lui Vlad Marica, nu a contat numai din punct de vedere estetic (după ce a driblat trei adversari, a șutat cu stângul de la marginea careului mare, în colțul lung, lăsând portarul fără replică), ci a fost și golul care a decis echipa care urma să promoveze în prima divizie.

#### Sezonul 1980-1981
În sezonul 1980-1981 Progresul a reușit să se mențină în prima divizie: la golaveraj, în ultima etapă, cu un gol înscris spre finalul meciului. Meciuri remarcabile au fost victoriile cu Steaua (1-0) și Universitatea Craiova (3-2).

#### Sezonul 1981-1982
În campionatul următor Progresul a retrogradat, alături de Universitatea Cluj și UT Arad. În anii '80 au apărut pe prima scenă a fotbalului românesc echipe precum FC Olt Scornicești, Flacăra Moreni și Victoria București. Conducerea clubului încearcă înlocuirea lui Viorel Mateianu, revenit la echipă după experimentul reușit la Baia Mare, cu Robert Cosmoc. Rezultatele sunt nesatisfăcătoare.
Pentru că nu a realizat nici baremul minim stabilit de Federație pentru echipele retrogradate, Progresul a trebuit să înceapă următorul sezon cu o penalizare de 4 puncte. Experimentatul Petre Moldoveanu, împreună cu Gelu Cristoloveanu, au condus echipa de pe bancă. Nu s-a putut obține însă omogenizarea echipei, care conta cu un lot foarte numeros. În primăvară echipa a ajuns pe locul 10. Distinsul publicist Radu Cosașu, simpatizant al bancarilor, a scris despre această perioadă „în toți acești ani Progresul m-a întărit prin suferință”.

#### Sezonul 1983-1984
În campionatul 1983-1984 Progresul a terminat tot pe locul 10, la 15 puncte de lider. Antrenorii Petre Gavrilă-Ion Catană au rămas la cârma echipei, dar fără prea mult succes, și neavând suporterii de partea lor. Instabilitatea de la club e sugerată de plecările a 18 jucători și sosirile a 21.
Tandemul Gavrilă-Catană este schimbat de perechea Paul Popescu-Marin Moraru, care operează schimbări în stilul de joc. Într-o ierarhie a eficacității, atacul bancar a ocupat la finalul întrecerii locul secund, cu 59 de goluri. Progresul a terminat pe locul 3, la egalitate de puncte cu Șoimii, seria fiind câștigată de Dinamo Victoria.
Cu Paul Popescu și Marin Moraru în continuare la cârmă, echipa ia un start promițător, la sfârșitul turului reușind să adune 24 de puncte. Dar meciul disputat la București în compania singurei contracandidate serioase la primul loc, ASA Târgu Mureș, se încheie nedecis (1-1).
La finele lui septembrie 1986 s-a hotărât ca stadionul din Dr. Staicovici să fie dezafectat, ceea ce a însemnat pentru bancari imposibilitatea de a disputa meciuri acasă. Printre terenurile folosite pentru meciurile considerate „acasă” se află : Autobuzul, Giulești, ICSIM, Mecanica Fină, Metalul, 23 August, Voința etc.

##### Lotul de jucători
- Portari: Adam, Bazoianu, Levitschi.
- Apărători: Bealcu, Beldie, George Dumitru (Periș), Ion Marinescu, Mincu, Ioan Popa, Andrei Popescu, George Radu, Florian Stroe.
- Mijlocași: Birjaru, Bolborea, Victor Ene, Nita, Daniel Pavel.
- Atacanți: Aelenei (Așchiuță), Capat, Duna, Ioan Petrescu, Mihai Stoica, Toanta, Vlaicu, Cezar Zamfir.
- Antrenori: Paul Popescu și Marin Moraru.
- Medic: Pompiliu Popescu.
- Au plecat: Ciuca, Gârjoabă, Florin Grigore, Livciuc, Nicolae Marin, Mesaros, Ilie Niță, Dumitru Popescu, Purdea, State, Stoichiță.
- Au venit: Adam, Aelenei, Bealcu, Capat, George Dumitru, Levitschi, Mincu, Daniel Pavel, Ioan Popa, Florian Stroe, Toanta, Vlaicu.
- Echipa tip: Bazoianu (Adam) - Mincu (Stroe), I. Popa, I. Marinescu (Beldie), G. Radu ( G. Dumitru) - V. Ene, B. Dumitru, Stoica (Nita) - Duna, Petrescu, C. Zamfir (Aelenei).

În Cupa României:
- 112. Șantierul Naval Oltenița- Progresul Vulcan 0-3
- 113. Progresul Corabia - Progresul Vulcan 4-6
- 114. Motoare Diesel București- Progresul Vulcan 0-1
- 115. Petrolul Ploiești - Progresul Vulcan 2-1

(șaisprezecimi) Linia de clasament:
1. ASA Tg. Mureș 34 19 9 6 70-31 47

2. Progresul Vulcan 34 18 7 9 54-33 43

#### Sezonul 1987-1988

Logo vechi

În acest sezon Progresul a reușit să adune doar 14 puncte din 68. Antrenorul Paul Popescu a renunțat la echipă, unde datorită situației precare s-au schimbat mulți antrenori : Marin Moraru și Vasile Aelenei (tur), Costică Toma cu Adrian Rusu (prima parte a returului), iar în final Nicolae Lupescu. Doisprezece jucători părăsesc parcul cu platani, în locul lor sosind nu mai puțin de douăzeci și cinci. Mulți au fost promovați prin forța împrejurărilor de la juniori, sau au revenit după satisfacerea serviciului militar. Foarte puțini izbutesc să se impună și să confirme ulterior. Dintre jucătorii valoroși se remarcă Liviu Ciubotariu, Cristian Diaconu, Carol Marina și Valentin Oprea, care au evoluat aici cinci ani consecutiv, contribuind până la urmă la revenirea Progresului în prima divizie.
Seria a fost câștigată în acel sezon de Inter Sibiu; la celălalt pol al clasamentului - Progresul Vulcan, care după 40 de ani, cobora în subsolul fotbalului românesc.

##### Lotul de jucători
- Portari: Ionel Adam, Bazoianu, Vladila.
- Apărători: Banuta, Romulus Bealcu, Liviu Ciobotariu, Manu, Martina (Fondanta), Ion Marinescu, Mihale, Mincu, Colța Nunuțu Petre Petre, Ioan Popa, Florian Stroe, Ion Tica.
- Mijlocași: Badulescu, Birjaru, Ciocanete, Damian, Diaconescu, Bolborea, Fulga, Hristu, Ion Vasile, Ivan Nicolae, Florin Simion, Voiculescu.
- Atacanți: Vasile Aelenei, Buștean, Capat, Cioaca, Romeo Dochia, Dragnea, Marin Duna, Oprea, Ion Petre, Bogdan Simion, Cezar Zamfir.
- Au plecat: Beldie, George Dumitru, Victor Ene, Levitschi, Nita, Daniel Pavel, Ioan Petrescu, Andrei Popescu, George Radu, Mihai Stoica, Toanta, Vlaicu.
- Au venit: Badulescu, Banuta, Buștean, Cioaca, Ciobotariu, Ciocanete, Damian, Diaconu, Dochia, Eugen Dragnea, Colța, Fulga, Hristru, Vasile Ion, Nicolae Ivan, Manu, Marina, Mihale, Oprea, Ion Petre, Petre Petre, Bogdan Simion, Florin Simion, Ion Tica, Vladila, Ionel Voiculescu.
- Echipa tip: Bazoianu (Adam) - Bealcu (Manu), I. Popa, I. Marinescu (Tica), Fl.Stroe (Mincu) - Ciocanete, B. Dumitru (Marina), V. Ion - Duna, Cioaca, C. Zamfir (Aelenei).
- Cupa României a 50-a ediție

116. Dunărea Giurgiu - Progresul Vulcan 2-4

117. Unirea Urziceni - Progresul Vulcan 5-2

Bilanț Cupa României:

Anual: 2 1 0 1 6-7 

Total: 117 70 12 35 231-169 

Linia de clasament:

1. Inter Sibiu 34 23 5 6 62-27 51

18. Progresul Vulcan 43 5 4 25 25-62 14

#### Sezonul 1988-1989
În acest an competițional echipa devine „Progresul Energia București”, preluând numele proaspăt înființatei Asociații Sportive a IAMRCT-ului, care în continuare susținea financiar echipa din Dr.Staicovici. S-a umblat însă zdravăn la efectivul de jucători, redus de la 38 la 24. În locul președintelui Mureșan vine Dan Ionescu. Este readus la conducerea echipei și antrenorul Paul Popescu. Progresul pornea cu minus 3 în clasament, din cauza neîndeplinirii baremului.
În acel sezon Mecanica Fină s-a clasat pe primul loc în seria Progresului.

##### Lotul de jucători
- Portari: Ionel Adam, Vasile Leibu.
- Apărători: Romulus Bealcu, Liviu Ciobotariu, Marina, Colța, Ion Marinescu, Gelu Moroșanu, Ioan Popa, Stroe.
- Mijlocași: Anton, Diaconu, Dragu, Vasile Ion, Constantin Marin, Pancisin, Pantazi (Șobolanu'), Daniel Pavel, Stoian.
- Atacanți: Capat, Cioaca, Eugen Dragnea, Oprea, Ion Petre, Tachescu.
- Antrenori: Paul Popescu, Gheorghe Cristoloveanu, Mihai Stoichita.
- Medic: Pompiliu Popescu.
- Au plecat: Aelenei, Badulescu, Banuta, Bazoianu, Birjaru, Buștean, Ciocanete, Damian, Dochia, Bolborea, Duna, Fulga, Hristru, Nicolae Ivan, Manu, Mihale, Mincu, Petre Petre, Bogdan Simion, Florin Simion, Ion Tica, Vladila, Voiculescu, Cezar Zamfir.
- Au venit: Constantin Anton, Dragu, Leibu, Constantin Marin, Moroșanu, Pancisin, Pantazi, Daniel Pavel, Stoian, Tachescu.
- Echipa tip: Adam (Leibu) - Bealcu (Moroșanu), Popa, Ciobotariu, Stroie (Marinescu) - Diaconu, Marina, Pavel - Oprea, Petre, Cioaca (Capat).

Linia de clasament:
1. Mecanica Fina 30 19 5 6 56-23 43

2. Progresul Energia 30 18 2 10 56-28 38

#### Sezonul 1989-1990
În acel sezon a avut loc un moment important în istoria României - ziua de 22 decembrie 1989. Printre altele, Revoluția a însemnat schimbarea situației la Banca Națională a României. Situația se schimbă și în Parcul cu Platani, iar Progresul reușește să câștige seria a V-a - depășindu-și cu cinci puncte principala adversară, Metalul București - și revine in Divizia B.
Printre juniorii promovați la seniori se remarcă Florin Cârstea, un atacant de clasă. Ulterior el va realiza un impresionant salt valoric, devenind titular de nădejde al Progresului. Avea să fie convocat în câteva rânduri de Anghel Iordănescu la echipa națională, evoluând pentru început în câteva finaluri de partide, dar fără să confirme până la urmă.

##### Lotul de jucători
- Portari: Ionel Adam, Vasile Leibu.
- Apărători: Butoi, Ciobotariu, Hadade, Marina, Ion Marinescu, Gelu Moroșanu, Ioan Popa, Fl.Stroe  .
- Mijlocași: Anton, Diaconu, Marian Lăcătuș (Bocanici), Pantazi, Stoian, Stuparu, Daniel Tase (Ursache).
- Atacanți: Grigore Angelescu, Cârstea, Ion Craiu, Duna, Adrian Grigoroșcuța, Heghedus, Mihai Mărgelatu, Oprea, Ion Petre, Toanta.
- Antrenori: Gheorghe Cristoloveanu, împreună cu Marin Moraru (etapele 1-5), apoi cu Dumitru Ștefan. Medic: Pompiliu Popescu.
- Au plecat: Bealcu, Capat, Cioacă, Dragne, Dragu, Ion Vasile, Constantin Marin, Pancisin, Pavel, Tachescu.
- Au venit: Ion Anghelescu, Butoi, Cârstea, Craiu, Duna, Grigoroșcuța, Hadade, Heghedus, Marian Lăcătuș, Mărgelatu, Stuparu, Tase, Toanta.
- Echipa tip: Adam (Leibu) - Moroșanu (Marina), Hadade (Ciobotariu), Popa (Marinescu), Fl.Stroe - Diaconu, Pantazi, Stoian - Oprea, Petre, Duna (Cârstea).

Linia de clasament:
1. Progresul Șoimii IMUC 30 18 6 6 57-21 42
2. Metalul București 30 17 3 10 70-35 37</poem>

#### Sezonul 1990-1991
În sezonul 1990-1991 Progresul a terminat pe 14. Juniorul promovat de această dată a fost fundașul dreapta Tinel Petre. În timp, avea să devină titular de bază, cu multe selecții și în reprezentativa de tineret.
Seria a fost câștigată de Electroputere Craiova.

##### Lotul de jucători
- Portari: Ionel Adam, Chirila, Vasile Leibu
- Apărători: Balan,Romulus Bealcu, Gabriel Calin,Liviu Ciobotariu, Cruceru, Marina, Ion Marinescu,

Gelu Moroșanu, Sorin Mustațea, Tănase, Stroie. Mijlocași: Torian Chirita, Diaconu, Bolborea, Victor Ene, Pantazi, Stan, Stoian. Atacanti: Ion Angelescu,Florin Cârstea, Ion Craiu, Marin Dună, Adrian Grigoroscuța, Oprea, Ion Petre.
- Antrenori: Dumitru Ștefan ajutat de Cristoloveanu Gheorghe - în tur, iar în retur Dumitru Ștefan - Dumitru Baboie.
- Medic: Pompiliu Popescu.
- Au plecat: Anton, Butoi, Hadade, Heghedus, Marian Lăcătuș, Mărgelatu, Ioan Popa, Stuparu, Tase, Toanta.
- Au venit: Bălan, Bealcu, Gabriel Călin, Chirila, Torian Chiriță, Cruceru, Bolborea, Victor Ene, Sorin Mustatea, Petre Tinel, Tănase, Stan.
- Echipa tip: Adam (Leibu) - Moroșanu, Ciubotariu, Călin, Stroie (Marina) - Diaconu, Chirilă, Dumitru (Ene) - Duna, I. Petre (Oprea), Cârstea.
- Cupa României ediția a 53-a

120. Rapid Fetești- Progresul Șoimii IMUC 2-0

Linia de clasament: 

1. Electroputere 34 21 6 7 93-38 48

14. Progresul 34 13 6 15 45-47 32

#### Sezonul 1991-1992
Concomitent cu startul în noul campionat, se revine, după 14 ani, la vechea denumire de Progresul, având ca principal sponsor Banca Națională.
Domnul Vlad Soare, viceguvernator pe atunci al Băncii Naționale, preia destinele clubului, iar efectele benefice încep să se vadă imediat. Sunt aduși câțiva jucători de valoare, pentru acoperirea posturilor aflate în suferință. Ca antrenor principal vine Simionaș, cu Dumitru Ștefan secund. Se întocmește un program pe termen lung.
Progresul începe bine campionatul, dar returul se anunță oarecum mai dificil, întrucât în lupta pentru primul loc intervine și Gloria CFR Galați, echipă cu o revenire impresionantă. Dar în ultimele 17 etape Progresul adună încă 27 de puncte. Cu un total de 47, echipa bancară promovează în prima ligă.

##### Lotul de jucători
- Portari: Ionel Adam, Ion Câmpeanu, Vasile Leibu.
- Apărători: Bălan, Gabriel Călin, Ciobotariu, George Dumitru, Corneliu Ionescu (Bulgaru'), Marius Marin, Marina, Gelu Moroșanu, Tinel Petre, Marian Popescu.
- Mijlocași: Chiran, Torian Chirita, Diaconu, Bolborea, Victor Ene, Nita, Cosmin Olăroiu, Pologea.
- Atacanți:Florin Cârstea, Ion Craiu, Marin Dună, Oprea, Ion Petre,Leo Strizu, Claudiu Vaișcovici. Medic: Pompiliu Popescu.
- Au plecat: Ion Angelescu, Romulus Bealcu, Chirila, Cruceru, Adrian Grigoroscuta, Ion Marinescu, Mustatea, Pantazi, Stan, Stoian, Stroie.
- Au venit: Ion Campeanu, Chiran, George Dumitru, Corneliu Ionescu, Marius Marian, Nita, Cosmin Olăroiu, Pologea, Marian Popescu, Leo Strizu, Claudiu Vaișcovici.
- Echipa tip: Adam (Campeanu) - Marina, Ciubotariu, Călin (M. Popescu), Dumitru (Marin) - Diaconu (Olăroiu), Ene, Dumitru (Chirita) - Oprea, Duna, Cârstea (Strizu).
- Cupa României ediția a 54-a

121. Girueta București - Progresul 2-3

122. Tehnometal București - Progresul 1-3

123. CONPREF Constanța - Progresul 0-2

În "șaisprezecimi":

124. Rapid București - Progresul 1-1 si 7-6 (după 11 m)

Bilanț în Cupa României (ediția 54):

Anual: 4 3 1 0 2-2 

Total: 124 73 13 38 244-181 

Linia de clasament:

1. Progresul 34 20 7 7 64-31 47

2. Gloria CFR Galați 34 19 8 7 64-34 46

#### Sezonul 1992-1993
La începutul sezonului 1992-1993 obiectivul Progresului a fost evitarea retrogradării. Obiectiv dublat de ideea completării continue a lotului cu valori certe, astfel ca în anul viitor să poată aspira la mai mult. Printre noii veniți se aflau fotbaliști consacrați în prima divizie, dar și câțiva puști cu talent incontestabil. Jocul a avut însă de suferit, fapt dovedit de cele doar 11 puncte de la sfârșitul turului, cu un minus 5 în clasamentul adevărului.
Pentru retur se va recurge la experimentatul antrenor Dumitru Nicolae-Nicușor, care va prelua funcția de director tehnic. Nicolae va impune un stil de joc mult mai pragmatic. Progresul a strâns 18 puncte în retur, între care foarte important a fost cel de la Brăila, dintr-un egal 2-2, cu un gol antologic, spre final, al lui Florin Cârstea.
În Cupa României, Progresul a fost eliminată în optimi de Steaua, cu 1-0.

##### Lotul de jucători
- Portari: Ionel Adam, Ion Cîmpeanu, Costel Cîmpeanu, Perlat Musta.
- Apărători: Ioan Bacoș, Liviu Baicea, Gabriel Călin, Liviu Ciobotariu, George Dumitru, Cornel Mirea, Tinel Petre, Mircea Popa, Marian Popescu.
- Mijlocași: Cristinel Atomulesei, Tudorel Cristea, Diaconu, Victor Ene, Cosmin Olăroiu, Eugen Popescu, Mihai Stoica, Ursu.
- Atacanți: Florin Cîrstea, Marin Dună, Iulian Oprea, Valentin Oprea, Leo Strizu.
- Antrenori: Vasile Simionaș și Ștefan Dumitru - în tur, Simionaș - în retur.
- Director tehnic: Nicolae Dumitru "Nicușor".
- Medic: Pompiliu Popescu.
- Au plecat: Bălan, Chiran, Chiriță, Craiu, Bolborea, Corneliu Ionescu, Vasile Leibu, Marin, Marina, Gelu Moroșanu, Niță, Ion Petre, Pologea, Claudiu Vaișcovici.
- Au venit: Cristinel Atomulesei, Bacoș, Liviu Baicea, Costel Cîmpeanu, Tudorel Cristea, Cătălin Mirea, Perlat Musta, Iulian Oprea, Mircea Popa, Eugen Popescu, Mihai Stoica, Ursu.

Echipa tip: I. Cîmpeanu (C. Cîmpeanu) - Ciobotariu, Mirea, Baicea (M. Popescu), Dumitru - Atomulesei (Ursu), Olăroiu (E. Popescu), T. Cristea (M. Stoica) - Dună, Cîrstea (Oprea), Strizu.
- Cupa României ediția a 55-a

125. ASA Câmpulung Moldovenesc- Progresul 1-2

(saisprezecimi)

126. Steaua - Progresul 1-0 

(optimi) 

Bilanț în Cupa României:

Anual: 2 1 0 1 2-2 

Total: 126 74 13 39 244-181 

Linia de clasament: 1. Steaua 34 25 7 2 84-22 57

15. Progresul 34 9 11 14 38-53 29
La începutul lui februarie '93 Progresul participă la un turneu internațional în Siria și Liban. Rezultatele au fost : cu selecționata Siriei, 0-1 în primul meci, din nou 0-1 peste alte cinci zile; cu formațiile de club : 3-1 cu Kamishli, 2-1 cu Security Beirut, 2-0 cu Sagesse Beirut.

#### Sezonul 1993-1994
Simionaș pleacă. Pe aleile dintre platani apare tertetul Jackie Ionescu, Viorel Kraus, Gelu Cristoloveanu, și jocul echipei crește valoric. Sunt convocați la loturile nationale Cîrstea, Liță, Tinel Petre, Potocianu, Luțu.
Cornel Dinu a fost numit în fruntea Societății Comerciale Progresul SA, care avea ca țel aducerea echipei bancare la un standard cu adevărat european, cu adevărat profesionist, compatibil cu marile rezultate.
În acel sezon a avut loc un scandal pe marginea aranjării partidei Progresul-Farul Constanța. Rezultatul a fost penalizarea Progresului și suspendarea pe termen lung a doi titulari de bază, Cârstea și Baicea. În pofida acestui incident, Progresul a terminat campionatul pe locul 9. Meciurile de referință au fost Progresul - Universitatea Craiova 5-2 și Progresul - Gloria Bistrița 6-0.

##### Lotul de jucători.
- Portari: Ionel Adam, Blid, Bratu, Toma, Madalin Fieraru
- Apărători: Liviu Baicea, Liviu Ciobotariu, Crăciun, George Dumitru, Rareș, Tinel Petre, Marian Popescu, Dan Potocianu, Adrian Stoicov (Bulgaru').
- Mijlocași: Cristinel Atomulesei, Dumitru Balea, Bolohan, Victor Ene, Iancu, Cătălin Liță (Pantera), Ionuț Luțu (Olteanu'), Iulian Miu, Cosmin Olăroiu, Narcis Răducan, Mihai Stoica, Ovidiu Constantin.
- Atacanți: Florin Cîrstea, Marin Dună, Mărginean, Iulian Oprea.
- Antrenori: Ion V. Ionescu (Jacky), Gheorghe Cristoloveanu.
- Director tehnic: Viorel Kraus.
- Medic: Pompiliu Popescu.
- Au plecat: Ioan Bacoș, Călin, Costel Cîmpeanu, Ion Cîmpeanu, Tudorel Cristea, Diaconu, Cornel Mirea, Perlat Musta, Valentin Oprea, Mircea Popa, Eugen Popescu, Leo Strizu, Ursu.
- Au venit: Dumitru Balea, Adrian Blid, Mugur Bolohan, Bratu, Crăciun, Iancu, Cătălin Liță, Ionuț Luțu, Mărginean, Rareș, Iulian Miu, Dan Potocianu, Narcis Răducan, Adrian Stoicov, Toma, Cristian Stoica.
- Echipa tip: Blid (Adam) - T. Petre, Ciobotariu, Potocianu, Ad. Crăciun (Baicea), Stoicov - Liță (Ene), Olăroiu, C. Stoica (Luțu) - Dună, Cîrstea (Mărginean).
- În Cupa României (ediția 56):

127. Metalurgistul Cugir - Progresul 0-2 

(șaisprezecimi)

128. Dinamo București - Progresul 2-0 

(optimi)
În Liga 1 : 
1. Steaua 34 22 9 3 63-19 53

9. Progresul 34 14 4 16 44-42 32

### Perioada FC Național

#### Sezonul 1994-1995
În acest sezon numele echipei a devenit „FC Național” și președinte de onoare a fost numit Ilie Năstase. Se împlineau 50 de ani de la înființarea BNR București. A fost sezonul în care FRF a început să aplice dispoziția FIFA de a acorda 3 puncte pentru victorie. Absolvent al unei școli de antrenori din Germania, Liță Dumitru este numit antrenor la Progresul. Echipa are un debut de campionat impresionant, învingând acasă pe Petrolul Ploiești cu 4-1, pe Universitatea Craiova cu 3-2, și pe Gloria Bistrița cu 3-1; în deplasare a învins cu 5-2 pe Oțelul Galați, și cu 3-0 pe UTA, respectiv FC Argeș. Cu toate acestea, Progresul a pierdut cu 6-0 în Ghencea. La sfârșitul turului Progresul era pe primul loc, la egalitate de puncte cu Steaua.
Dar în primele șapte etape din retur Progresul înregistrează cinci înfrângeri și două rezultate de egalitate. Liță Dumitru este înlocuit în etapa 25 cu Viorel Hizo, demis de curând de la Rapid. Progresul termină campionatul pe locul 6. Se consideră că plecarea lui Cornel Dinu la Dinamo a contribuit la scăderea de formă din retur. Președinte a devenit fostul jucător bancar Gino Iorgulescu. Marin Dună a fost aproape de a obține titlul de golgeter, dar a fost întrecut pe final de campionat de Craioveanu și Axinia II.

##### Lotul de jucători
- Portari: Ionel Adam, Sorin Colceag.
- Apărători: Bătrînu, Ciobotariu, George Dumitru, Tinel Petre, Potocianu, Topolinschi.
- Mijlocași:Mugur Bolohan, Tudorel Cristea, Victor Ene,Cătălin Liță, Luțu,Vasile Matincă,Cosmin Olăroiu, Pistol, Gabi Răduță, Stancu, Visalom.
- Atacanți: Baicu, Cîrstea,Gheorghe Ceaușilă (Papin),Marin Dună,Ovidiu Hanganu.
- Antrenori: Ion Dumitru (et. 1-24), Marcel Pigulea (1-17 si 27-34), Bolborea Dumitru (1-34), Viorel Hizo (25-34).
- Medic: Pompiliu Popescu.
- Au plecat: Cristinel Atomulesei, Liviu Baicea, Dumitru Balea, Adrian Blid, Bratu, Crăciun, Iancu, Ion Stelian, Mărginean, Iulian Miu, Rareș, Iulian Oprea, Marian Popescu, Narcis Răducan, Mihai Stoica, Cristian Ovidiu Stoica, Stoicov, Petrișor Toma.
- Au venit: Bătrînu,Gheorghe Ceaușilă,Sorin Colceag, Tudorel Cristea, George Dumitru, Hanganu, Matincă, Pistol, Gabi Răduță, Stancu, Topolinschi, Visalom.
- Echipa tip: Colceag (Adam) - T. Petre, Ciobotariu, Potocianu, Bătrînu, Bolohan - Liță, Olăroiu (Stancu), Luțu (Matincă) - Dună, Cîrstea (Hanganu).
- Cupa României ediția a 57-a

129. Dacia Unirea Brăila - FC Național 1-1 4-5 (11 m)

(saisprezecimi)

130. Oțelul Galați - FC Național 0-1

(optimi)

131. Universitatea Cluj - FC Național 3-0 

(sferturi)

Bilanț în Cupa României:

Anual: 3 1 1 1 2-4 

Cumulat: 131 76 14 41 148-187 

Linia de clasament:

1. Steaua 34 23 8 3 72-25 77

6. FC Național 34 16 4 14 66-60 52

Jocuri internaționale:

FC Național - Norwich City 1-0

NEC Nijmegen - FC Național 1-1

#### Sezonul 1995-1996
Din prima etapă a sezonului 1995-1996 Progresul a putut evolua pe recent construitul stadion Cotroceni, cu tribune acoperite, tabelă electronică și instalație de nocturnă moderne. A fost folosit și în cadrul Europenelor de tineret. Alături de stadion au fost construite o sală de sport modernă și un microhotel confortabil, precum și un complex de tenis.
După turul prelungit al campionatului 1995-96 (în vederea Campionatului European din Anglia), Progresul se afla pe locul 6, cu + 3 la adevăr. În ultimul joc, echipa a obținut o victorie antologică în fața Stelei. După primele 7 etape Progresul se afla pe ultimul loc, cu cinci înfrângeri, dar echipa a fost redresată de aducerea lui Florin Halagian pe banca tehnică, și de managementul lui Gino Iorgulescu. A fost de asemenea o perioadă bună pentru atacantul Radu Niculescu.
Ziua de 20 aprilie 1996 a rămas în memoria suporterilor bancarilor, care la finalul jocului disputat pe Stadionul Cotroceni în compania brașovenilor scandau fericiți „Vicecampionii, vicecampionii!”. Echipa urcase de la -8 la adevăr și un golaveraj de 6-17, la locul 2, cu 60 de puncte, cu + 9 la adevăr și cu golaveraj 60-44.
Căpitanul echipei, Marin Dună, s-a situat pe locul doi în clasamentul golgeterilor, cu 17 goluri înscrise, fiind întrecut de Jean Vlădoiu, creditat cu 25. Tot Dună apare pe poziția a doua și în ancheta postului Radio România Actualități, având drept scop desemnarea celui mai bun fotbalist al acelui an, câștigător fiind desemnat Adrian Ilie.
Ajunsă pentru a șaptea oară în semifinalele Cupei, Progresul este eliminată de Gloria Bistrița, după o partidă disputată la Brașov, pe un teren impracticabil. Cu toate acestea, după 36 de ani, Progresul se califica din nou într-o cupă europeană. Conform tragerii la sorți efectuate vineri 26 iulie 1996 la Hotelul Intercontinental din Geneva, urma să întâlnească în cadrul turului preliminar al Cupei UEFA cunoscuta formație Partizan Belgrad, multiplă campioană a țării vecine.

##### Lotul de jucători
- Portari: Sorin Colceag, Dinu, Ioan Pap-Deac, Paul Ștefănescu.
- Apărători: Florin Bătrînu,Liviu Ciobotariu, Ganea, Petre Marin,Cătălin Necula, Tinel Petre,Dan Potocianu, Ion     Sburlea, Tudor Tudor,Dorel Zegrean,Viorel Constantin.
- Mijlocași: Claudiu Drăgan,Cătălin Liță, Livadaru, Ionuț Luțu, Vasile Matincă, Dănuț Moisescu, Radu Niculescu, Adrian Pigulea, Gabi Răduță, Cristian Teacă, Cristian Vasc.
- Atacanți: Albeanu, Baicu, Ceaușilă, Dună, Ovidiu Hanganu.
- Antrenori: Marian Bondrea și Silviu Lung (et. 1-7), Florin Halagian și Bolborea Dumitru (7-34), Spiridon Niculescu (12-34).
- Medici: Pompiliu Popescu, Marian Dumitru.
- Au plecat: Adam, Mugur Bolohan, Florin Cîrstea, Tudorel Cristea, George Dumitru, Victor Ene, Cosmin Olăroiu, Marius Pistol, Stancu, Topolinschi, Visalom.
- Au venit: Cristian Albeanu, Valentin Dinu, Dragnea, Ganea, Livadaru, Petre Marin, Moisescu, Necula, Niculescu, Pap-Deac, Adrian Pigulea, Ion Sburlea, Paul Ștefănescu, Teacă, Tudor Tudor, Cristian Vasc, Dorel Zegrean.
- Echipa tip: Ștefănescu (Pap-Deac) - Zegrean (T. Petre), Necula, Ciobotariu, Potocianu (Sburlea), P. Marin - Liță (Pigulea), Moisescu (Vasc), Niculescu (G.Răduță) - Dună, Albeanu (Hanganu).
- Cupa României

132. Dunărea Călărași - FC Național 1-3

(șaisprezecimi)M

133. ASA Tg. Mureș - FC Național 0-2

(optimi)

134. Petrolul Ploiești - FC Național 1-1; 2-4 (11 m)

(sferturi)

135. Gloria Bistrița - FC Național 2-0

(semifinale)

Bilanț în cupă:

Anual: 4 2 1 1 6-4 5

Total: 135 78 15 42 254-191 171

Linia de clasament:

1. Steaua 34 21 8 5 79-30 71

2. FC Național 34 18 6 10 60-44 60

Jocuri de referință în acel an:

FC Național - Steaua 1-0

FC Național - Universitatea Craiova 4-3

FC Național - Dinamo 3-0 și 1-1

FC Național - Petrolul 3-0

Jocuri internaționale (în turneul din Thailanda):

Thailanda - FC Național 0-1 (0-0)

NK Osijek - FC Național 1-0 (1-0)

Maritimo Funchal - FC National 3-2 (2-2)

În finala pentru locul 3:

Thailanda - FC Național 0-1 (0-0)

În Cupa UEFA (turul II preliminar):

6 august 1996 - Belgrad

Partizan Belgrad - FC Național 0-0

20 august 1996 - București

FC Național București - Partizan Belgrad 1-0 (1-0)

A marcat: D. Moisescu (minutul 6)
În turul I:
Cernomorets Odesa - FC Național 0-0, pentru ca în returul de la București bancarii să câștige cu 2-0, prin golurile lui Moisescu imediat după pauză și Radu Niculescu în minutul 58.
Au urmat belgienii de la C Brugge KV, recent eliminați din Liga Campionilor de Steaua. În minutul 38 al turului era 2-0 pentru belgieni, goluri care s-au dovedit suficiente pentru a-i califica. La București rezultatul a fost egal, 1-1, punând punct celei mai lungi aventuri bancare într-o cupă europeană.

#### Sezonul 2001-2002
Sezonul 2001-2002 va rămâne în inima suporterilor bancari ca fiind sezonul în care FC Național a ratat primul său titlu de campioană din istorie în ultima etapă,în fața lui Dinamo. Fatală a fost înfrângerea cu 2-1 din ultima etapă în fața Universității Craiova, rezultat care a trimis titlul către Dinamo București.

#### Sezonul 2004-2005
Turul a fost unul frumos pentru bancari, aceștia clasându-se la final pe locul 3 sub comanda antrenorului Cosmin Olăroiu.În iarna însă avea să vină o lovitură de grație care avea să fie resimțită mult timp în Parcul cu Platani: Cosmin Olăroiu împreună cu vedetele echipei,Gabriel Caramarin,Gigel Coman,Marius Popa,Gabriel Cânu și alții au plecat la Poli Timișoara,lăsând echipa "cu pantalonii în vine".Totuși,împrumutând jucători de la alte echipe cum ar fi Cristi Munteanu sau Ionuț Rada,echipa bancară a reușit un retur de poveste.Național - Rapid 3-3,după ce în minutul '75 era 3-0 pentru Rapid.Apoi a urmat umilința administrată lui Dinamo,5-1 în Cotroceni,și victoria cu Steaua,tot în Parcul cu Platani,1-0.Făcând meciuri mari cu echipele mari dar pierzând puncte prețioase cu echipe modeste,Naționalul a terminat pe locul 4,ratând un loc de cupă europeană.
Plecarea în masă a jucătorilor de bază și a antrenorului avea să fie resimțită după terminarea sezonului 2004-2005,întrucât de atunci echipa s-a aflat într-un declin permanent.

#### Sezonul 2006-2007
După o vară în care s-au adus nume importante în Parcul cu Platani, cum ar fi Cătălin Cursaru, Eric Linkar, Claudiu Drăgan, Florentin Dumitru și alții, echipa bancară își propunea pentru noul sezon locul 3. Noul antrenor, Marin Dună, iubit de suporteri, părea că va forma o echipă redutabilă. Altul a fost destinul „cavalerilor frunzei de platan”, cu multe înfrângeri consecutive și numai două victorii în tur. Pe la jumătatea turului, Marin Dună a fost demis, în locul său fiind numit Jean Vlădoiu ca antrenor principal. Acesta a obținut calificarea echipei în optimile Cupei României, în fața lui FCM Bacău.
După numai câteva etape, Vlădoiu a fost înlocuit de Liviu Ciobotariu, care a stat ca interimar la meciul cu Rapid de pe Giulești. În pauza de iarnă a fost adus un antrenor experimentat, Sorin Cîrțu. La venirea lui, echipa părea că și-a regăsit motivația, pierzând greu în fața lui Dinamo chiar pe Ștefan cel Mare, scor 1-0, cu un gol marcat de Ganea în minutul 90. Totuși, seria de înfrângeri consecutive a continuat pentru bancari.
Declinul a continuat cu demisia lui Cârțu, interimatul lui Nae neameliorând situația. În mod paradoxal, echipa a obținut totuși un 4-0 cu Rapid în Cotroceni. Progresul nu a mai putut evita retrogradarea, clasându-se în final pe locul 16.
În Cupa României, Progresul a fost eliminată în sferturile competiției de către Pandurii Târgu-Jiu, la loviturile de departajare.
Din sezonul următor echipa avea să se numească FC Progresul București.

#### Sezonul 2007-2008
După retrogradarea din 2007 s-au schimbat unele lucruri la echipă. Ultimul antrenor al sezonului a fost Marius Șumudică, după ce Corneliu Papură, cel cu care bancarii au început acest sezon, a demisionat, la fel ca și Dennis Șerban, cel care l-a urmat pe banca tehnică, iar Basarab Panduru a devenit director tehnic, după ce a fost antrenor în perioada octombrie 2007 - februarie 2008. Manager a fost portarul Cristi Munteanu și, cel mai important, echipa a redevenit „Progresul București”, numele de care se leagă marea parte a istoriei sale.
După un tur modest,echipa și-a mai revenit sub conducerea lui Marius Șumudică, reușind să evite retrogradarea în Liga a III-a, obiectiv ce devenise tot mai real în ultima parte a mandatului de antrenor al lui Dennis Șerban.

Tabelul pozițiilor anuale ale Progresului București în ligile naționale.

#### Sezonul 2008-2009
După ce echipa termină turul pe locul 2 sub comanda aceluiași Marius Șumudică, au urmat două neprogramări în etapele 23 (cu Dunărea Giurgiu) și 24 (cu Concordia Chiajna) iar Comisia de Disciplină a FRF a exclus echipa bucureșteană din Liga a II-a. În aceeași perioadă clubul a fost evacuat din complexul Cotroceni, din cauza datoriilor față de BNR.

## Stadion
Începând cu toamna anului 1997, clubul de fotbal beneficiază de un nou sediu. Moderna construcție este situată în imediata apropiere a arenei de fotbal (14540 de locuri pe scaune), care a suferit și ea o transformare radicală în acei ani. Arena Cotroceni (105/70m) este prevăzută cu una din cele mai puternice instalații de nocturnă din țară (1670 lucși), beneficiind și de o sonorizare de talie europeană. Printre alte dotări ale arenei pot fi amintite și cele 74 de locuri rezervate pentru mass-media, 

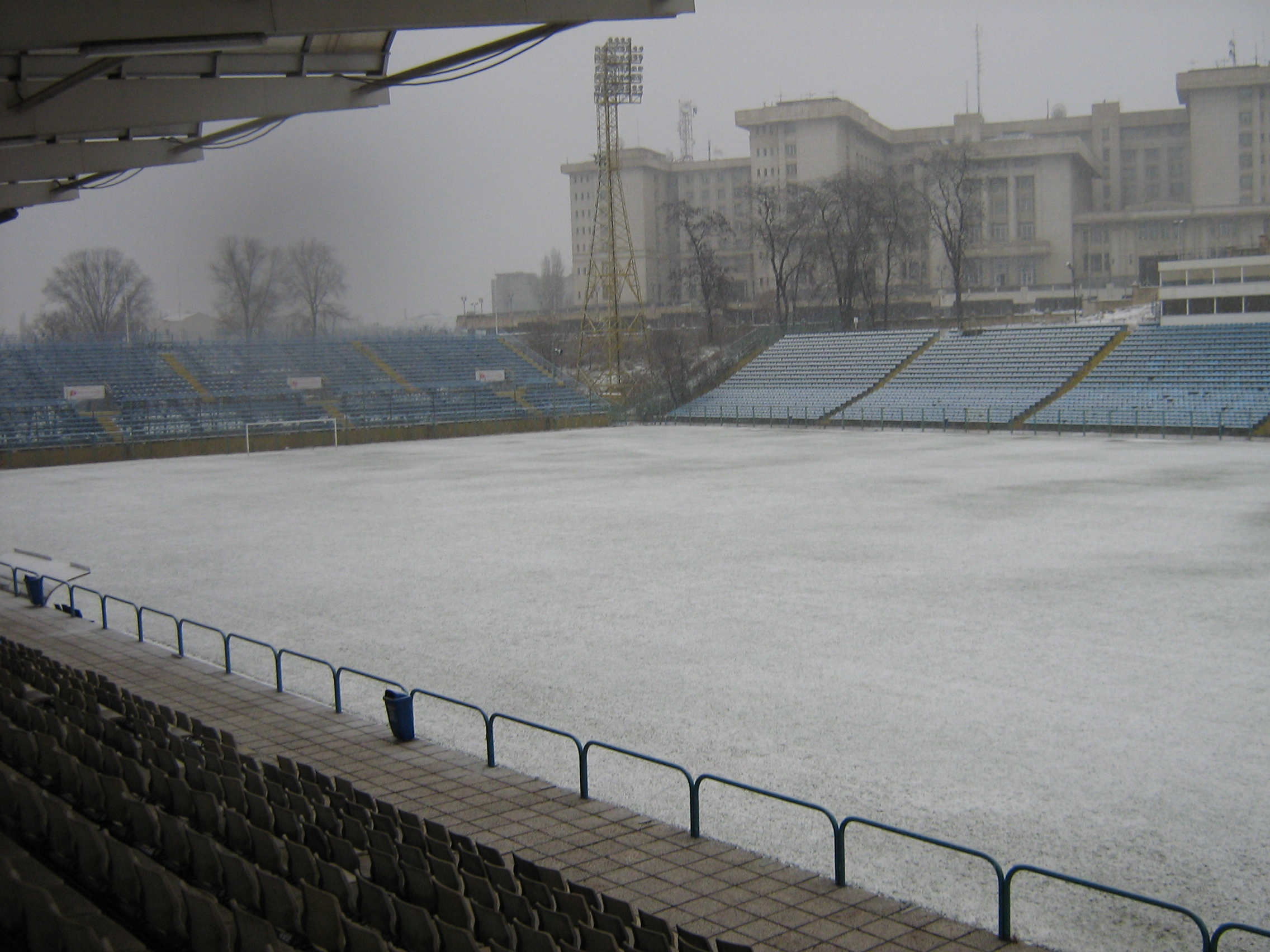
Stadionul Cotroceni, tribuna a doua și peluza de nord

Tribuna locuri prevăzute cu prize de telefon pentru efectuarea rapidă a transmisiilor. Tot în incinta Complexului din Parcul cu Platani, lângă vestiarele jucătorilor, este amenajată una dintre cele mai cochete săli de conferințe din România, rezervate presei. Hotelul de trei stele din Parcul cu Platani are posibilități de cazare pentru 24 de persoane, la un tarif de 60 USD camera cu două paturi. Restaurantul, aflat în incinta hotelului, la parter, funcționează non-stop și prestează tarife cu adaos comercial de până la 100%.

## Palmares

### Național
```
Liga I
```

Vicecampioni(3): 1995/1996, 1996/1997, 2001/2002
 Locul 3 (2): 1955-1956, 1961-1962
```
 
Liga a II-a
```

Campioni (6): 1954, 1965–66, 1969–70, 1975–76, 1979–80, 1991–92
Vicecampioni (5): 1953, 1971–72, 1974–75, 1985–86, 1986–87.
```
 
Liga a III-a
```

Campioni (2): 1946–47, 1989–90
Vicecampioni(1): 1988–89
```
 
Liga IV-a
```

Campioni (1): 2015–16
```
Cupei României
```

Câștigătoare(1): 1959/1960
Finalistă(4): 1957/1958, 1996/1997, 2002/2003, 2005/2006

### European
```
Cupa UEFA
```

Turul 2 (2): 1996-97, 2002-03
```
Cupa Cupelor UEFA
```

Turul 1 (1): 1961-62
- FC Național a fost prima echipă românească de fotbal care a participat în Cupa Cupelor UEFA de la înființare din al doilea sezon.

```
Cupa UEFA Intertoto
```

Turul 3 (1): 1997-98

## Jucători Emblematici
- Sitaru Stanciu (1953-1955)
- Titus Ozon  (1955-1958)
- Nicolae Oaidă (1957-1969)
- Viorel Mateianu (1957-58 ; 1963-1970)
- Ion Țărălungă (1965-1970)
- Dudu Georgescu (1969-1972)
- Dumitru Dumitriu (1975-1977)
- Mircea Sandu (1970-1971)
- Aurel Beldeanu (1968-1972)
- Lajos Sătmăreanu (1976-1977)
- Gino Iorgulescu (1976-1977)